# Divisió de Saugor
La divisió de Saugor o Sagar (hindi सागर विभाग) és una entitat administrativa de Madhya Pradesh a l'Índia. La capital és Sagar, que ho és també del districte de Saugor.

## Divisió administrativa
El 2005 la divisió era formada pels districtes de Chhatarpur, Damoh, Panna, Sagar i Tikamgarh.
| Districte  | Capital    | Extensió en km² | Població (Cens: 2001) | Densitat |
| ---------- | ---------- | --------------- | --------------------- | -------- |
| Chhatarpur | Chhatarpur | 8.687           | 1.474.633             | 170      |
| Damoh      | Damoh      | 7.306           | 1.081.909             | 148      |
| Panna      | Panna      | 7.135           | 854.235               | 120      |
| Sagar      | Sagar      | 10.252          | 2.021.783             | 197      |
| Tikamgarh  | Tikamgarh  | 5.055           | 1.203.160             | 238      |